# Kamil Kijek
Kamil Jarosław Kijek (ur. 1981) – polski historyk i socjolog, nauczyciel akademicki Uniwersytetu Wrocławskiego.

## Życiorys
Pochodzi z Dzierżoniowa.
W 2005 roku ukończył studia socjologiczne na Uniwersytecie Wrocławskim. W 2014 roku, na podstawie pracy Świadomość i socjalizacja polityczna ostatniego pokolenia młodzieży żydowskiej w II Rzeczypospolitej, uzyskał stopień doktora w Instytut Historii im. Tadeusza Manteuffla Polskiej Akademii Nauk. Studiował również na Uniwersytecie w Hajfie, Uniwersytecie Hebrajskim oraz w University College London. W latach 2014–2015 przebywał na stażu podoktorskim w Center for Jewish History Uniwersytetu Nowojorskiego.
W latach 2007–2012 współpracował z Muzeum Historii Żydów Polskich Polin, zajmując się zbieraniem materiałów wystawienniczych oraz biorąc udział w projektowaniu fragmentów wystawy stałej.
Od października 2015 roku pracuje w Katedrze Judaistyki im. Tadeusza Taubego Uniwersytetu Wrocławskiego, gdzie od 2024 roku pełni funkcję zastępcy kierownika ds. ogólnych i finansowych. 
Zajmuje się m.in, badaniem historii społeczności żydowskiej na Dolnym Śląsku po II wojnie światowej (w szczególności Dzierżoniowa). W latach 2019–2021 prowadził grant badawczy Ostatni polski sztetł? Społeczność żydowska Dzierżoniowa, świat żydowski, zimna wojna i komunizm (1945-1950).

## Nagrody i wyróżnienia
W 2016 roku otrzymał I nagrodę w konkursie im. Majera Bałabana na najlepszą pracę doktorską o tematyce żydowskiej. W tym samym roku otrzymał Stypendium Ministra Szkolnictwa Wyższego dla Wybitnych Młodych Naukowców.
W 2018 roku, za książkę Dzieci modernizmu. Świadomość, kultura i socjalizacja polityczna młodzieży żydowskiej w Polsce międzywojennej, został wyróżniony nagrodą Nevzlin Publication Prize, przyznawaną przez Centrum im. Leonida Nevzlina Uniwersytetu Hebrajskiego oraz Nagrodę Rektora Uniwersytetu Wrocławskiego za wybitne osiągnięcia naukowe.